# 諾瓦扎諾

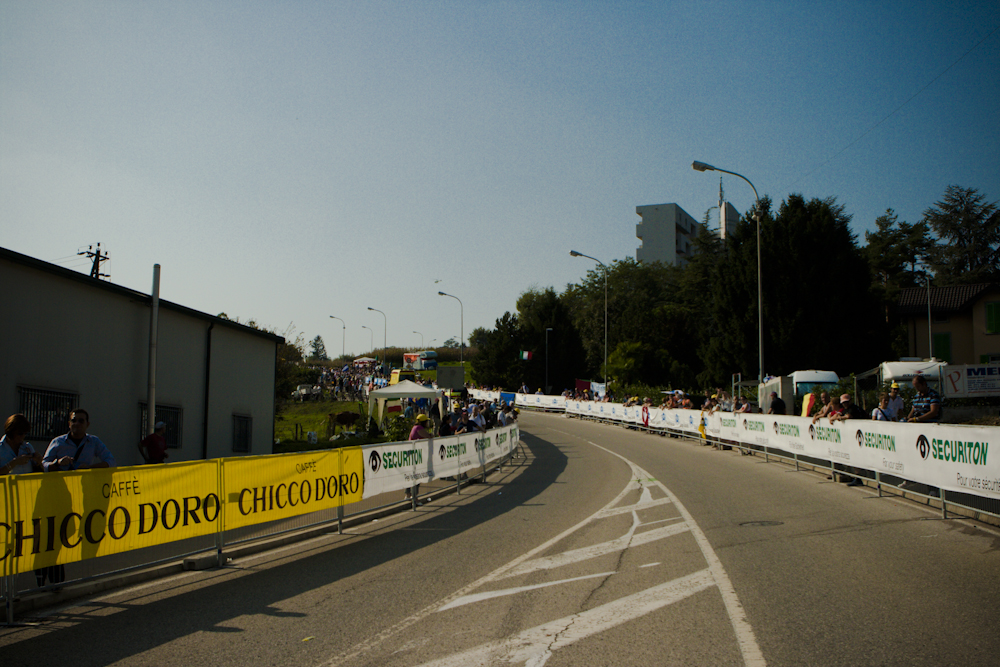

諾瓦扎諾是瑞士的城鎮，位於該國南部，由提契諾州負責管轄，面積5.18平方公里，海拔高度461米，2011年人口2,389，九成人口信奉羅馬天主教，人口密度每平方公里461人。